# 田中元珠
田中 元珠（たなか もとき、2001年4月18日 - ）は、ジャパンラグビーリーグワン東芝ブレイブルーパス東京に所属するラグビー選手。

## プロフィール
- 神奈川県出身[2]。
- ポジションはスクラムハーフ(SH)。
- 身長 180 cm、体重 86 kg

## 略歴
田園ラグビースクール出身。
ハイランダーズU18、オタゴU19を経て、2021年、日野レッドドルフィンズに加入。
2023年、東芝ブレイブルーパス東京に加入。